# Haus Heeren

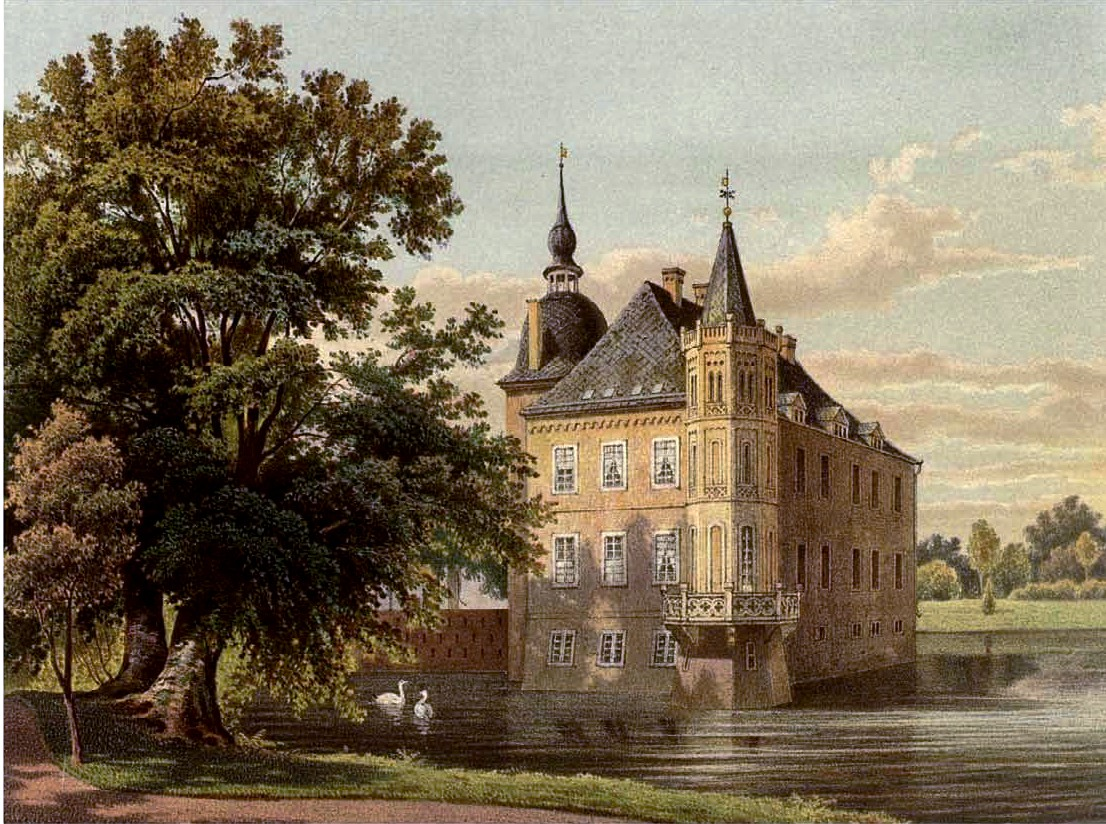
Haus Heeren um 1862/63, Sammlung Alexander Duncker

Haus Heeren, auch Schloss Heeren genannt, ist ein Herrenhaus im Kamener Stadtteil Heeren-Werve. Es wurde Anfang des 17. Jahrhunderts von der Familie von Bodelschwingh / von der Recke-Heeren erbaut und befindet sich seit 1679 im Privatbesitz der Familie von Plettenberg-Heeren.

## Geschichte
Vorgänger des heutigen Schlosses Heeren war das abgegangene Haus Reck, das 180 m nordwestlich der heutigen Anlage stand. 1178 wurde der Ministeriale Gerhard von Herne vom Grafen von der Mark mit dieser Burg belehnt. 1302 ging das Lehen an die Herren von Dobbe. Am Ende des 14. Jahrhunderts ging der Besitz an die Adelsfamilie von der Recke über. Durch die zweimalige Heirat der Erbtochter Catharina von der Recke mit Angehörigen der Familie von Bodelschwingh gelangte Haus Reck an diese Familie. Nach dem Neubau des Schlosses Heeren in unmittelbarer Nachbarschaft wurde Haus Reck aufgegeben und im 17. Jahrhundert abgebrochen.

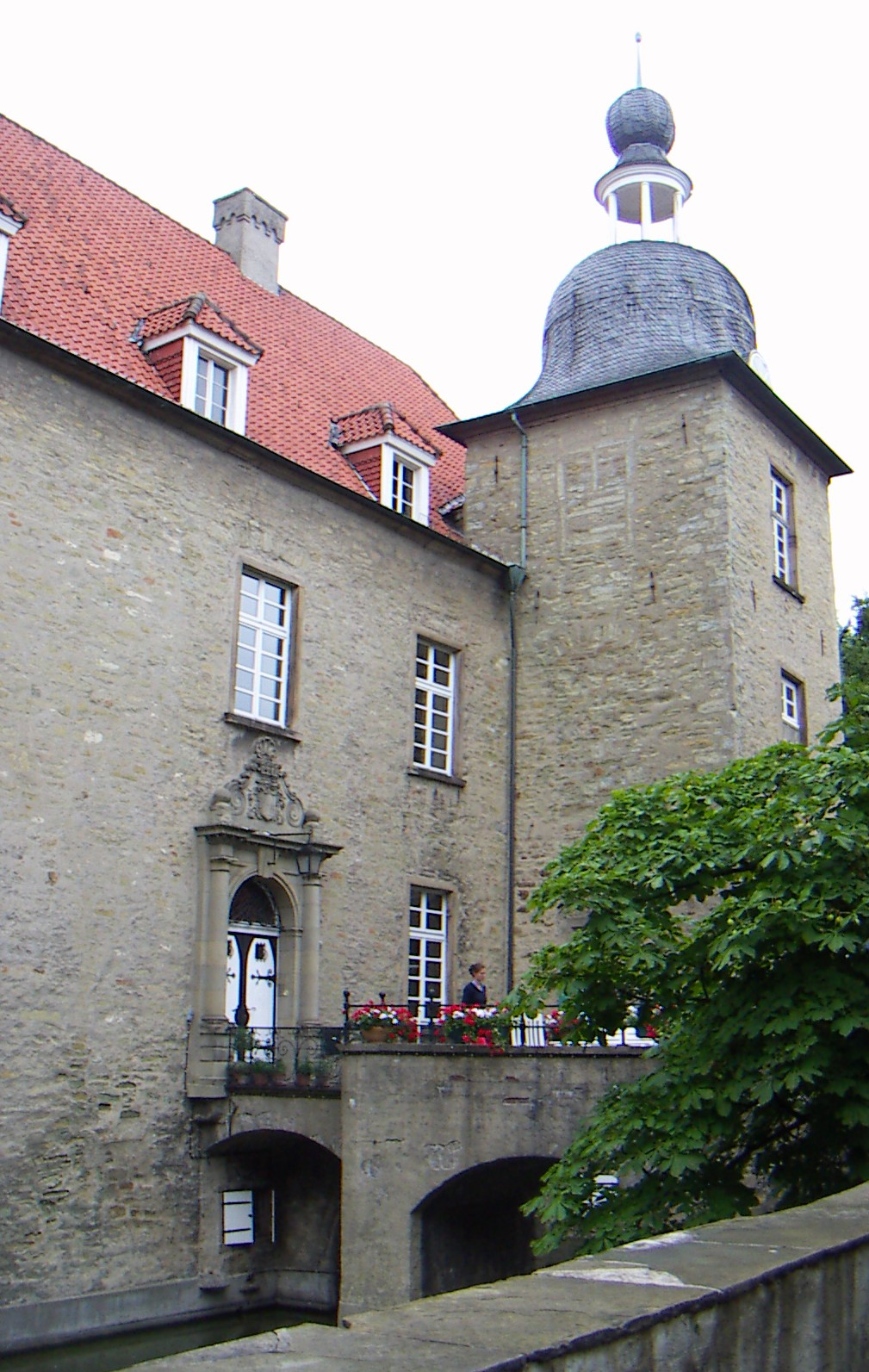
Der quadratische Eckturm von Haus Heeren

Das Herrenhaus stammt aus dem Jahr 1606. Es wurde als frühbarockes Wasserschloss mit einem quadratischen Turm an der Südostecke errichtet. Das Haus wurde 1857 durch einen Anbau mit polygonalem Erkerturm nach Osten hin erweitert. Die den rechteckigen, zweigeschossigen Putzbau umgebende Gräfte führt noch heute Wasser. Der Burgbau ist auf einem Eichenpfahlrost gegründet. Eine Dreibogen-Brücke verbindet das Herrenhaus mit der Vorburg, die als eine zum Herrenhaus hin offene Dreiflügelanlage errichtet wurde. Das zweigeschossige Torhaus mit einer rundbogigen Durchfahrt befindet sich im südlichen Gebäude der Vorburg.
Zum Herrensitz gehörten 1910 unmittelbar 12 ha Land. Bekanntester Grundbesitzer war Friedrich von Plettenberg-Heeren, verheiratet mit Ehrengard von Krosigk-Rathmannsdorf. Das Ehepaar hatte sieben Kinder, von denen u. a. die älteren Töchter auf Heeren heirateten, Ehrengard Freiin von Plettenberg den späteren Minister Lutz Graf Schwerin von Krosigk, Bertha den Politiker Friedrich-Karl von Zitzewitz-Muttrin, Anna-Luise den Gutsherrn Friedrich von Trotha-Hecklingen und Minette den Pflanzer Vollrat von Krosigk aus Hohenerxleben ehelichten. Letztgenannte lebten jahrzehntelang in Angola.
Nacherbe des Hauses Heeren wurde Wilhelm-Adolf Graf von Plettenburg-Heeren (1902–1950). Nur er trug den Adelstitel eines Grafen. Diese Primogenitur galt ebenso bei seinem ältesten Sohn Friedrich Graf von Plettenberg-Heeren (1931–2018), er war das erste Kind aus der Ehe des Wilhelm-Adolf mit Emilie Gräfin Eckbrecht von Dürckheim-Montmartin. Friedrich erbte zunächst den Besitz Haus Hilbeck. Nachfolgend erhielt er Schloss Sandfort, in Bestimmung durch Gräfin Rena vom Hagen-Sandfort. Seine jüngeren Brüder erhielten andere Güter, Weuspert ging an Christoph, Johann-Adolf übernahm Bamenohl. Der älteste Bruder Jobst-Henrich (Henner) Freiherr von Plettenberg (1933–2022) wurde Landwirt und betreute den Besitz Haus Heeren.
Als barocker Herrensitz des früheren Landadels präsentiert sich Haus Heeren mit Herrenhaus und Vorburg in einer seltenen architektonischen Geschlossenheit und in einem erfreulich guten baulichen Zustand. Es dient immer noch seinem ursprünglichen Zweck als Wohnhaus der Familie von Plettenberg.
Seit Juni 2014 bietet man im Schloss, nach einer Renovierung, unter anderem Räumlichkeiten für Trauungen und Seminare an.